# Jefferson (rivière)
Pour les articles homonymes, voir Jefferson.
La Jefferson est une rivière d'environ 124 km de long, affluent du Missouri, située dans le Montana aux États-Unis.

## Étymologie
L'expédition Lewis et Clark a découvert la rivière le 28 juillet 1805 et a décidé de l'appeler la « Jefferson » du nom du président Thomas Jefferson.

## Cours
La Jefferson nait à la confluence des rivières Beaverhead et Big Hole. Après avoir parcouru 124 km, elle conflue avec la Madison dans le parc d'État des sources du Missouri près de Three Forks pour former le début officiel du Missouri. Le cours d'eau ainsi formé est rejoint 800 mètres plus en aval par la Gallatin. Le Missouri est généralement considéré comme le plus long cours d'eau d'Amérique du Nord. Toutefois, la canalisation de son cours l'a raccourci de 116 km et le classe désormais deuxième derrière le Mississippi. Cependant, si on cumule les longueurs de la Jefferson et du Missouri, on obtient un cours d'eau plus long que le Mississippi.

## Débit
Le débit de la rivière Jefferson a été mesuré de façon continue depuis 1979 près de Three Forks, dans le comté de Broadwater (Montana), une dizaine de km en amont de la confluence avec la Madison. La rivière y draine une surface de 24 668 km² et son débit moyen y est de 53 m3/s. On en déduit que la tranche d'eau écoulée annuellement dans son bassin est de 68 mm. Le débit instantané record est de 481 m3/s mesuré le 9 juin 1995 et le débit mensuel record de 323 m3/s mesuré en juin 1997.